# Gustav von Vaerst (Tiermediziner)
Gustav von Vaerst (* 15. September 1858 in Wengern b. Wetter; † 1. April 1922 in Meiningen (Thüringen)) war ein deutscher Landestierarzt und Professor für Tierheilkunde.

## Leben
Er stammte aus der alten westfälischen Adelsgeschlecht Vaerst. Sein Vater war Gutsbesitzer in Wengern (südliches Ruhrgebiet). Nach Besuch der Elementarschule kam v. Vaerst auf das Realgymnasium in Witten a. d. Ruhr und legte 1877 die Abiturprüfung ab. Danach studierte er an der Königl. Tierärztlichen Hochschule Berlin (später Fakultät der Humboldt-Universität zu Berlin) und wurde 1881 als Tierarzt approbiert. Es folgte ein Jahr Tätigkeit bei einem Kreistierarzt. Darauf war v. Vaerst Assistent bei Geheimrat Hubert Jacob Esser, Professor für Veterinärpathologie am Tierarznei-Institut der Universität Göttingen, und von 1884 bis 1887 Prosektor und Repetitor für Anatomie und Physiologie an der Tierärztlichen Hochschule Hannover. 1885 legte er in Berlin die Prüfung als Amtstierarzt ab und promovierte 1886 an der Universität Erlangen zum Dr. phil.
Im Frühjahr 1887 wurde v. Vaerst zum Kreistierarzt in Erfurt und noch im Herbst des gleichen Jahres als Landestierarzt und Medizinalassessor nach Meiningen berufen. Das bedeutete neben der Tätigkeit als Amtstierarzt für das Herzogtum Sachsen-Meiningen auch die Mitarbeit in der Medizinaldeputation und im Landwirtschaftsrat. Nachgewiesen ist auch die Teilnahme am 7. Internationalen tierärztlichen Kongress in Baden-Baden vom 7. bis 12. August 1899.
Im Jahre 1908 folgte v. Vaerst einer Berufung als Professor für Staatstierheilkunde an der  Königl. Tierärztlichen Hochschule München (ab 1914 Tierärztliche Fakultät der Ludwig-Maximilians-Universität München). Damit verbunden war auch die Leitung  der Ambulatorischen Tierklinik mit Geburtshilfe. Seine Erfahrungen als anerkannter Gutachter und Obergutachter flossen in die Vorlesungen über gerichtliche und polizeiliche Tierheilkunde ein.

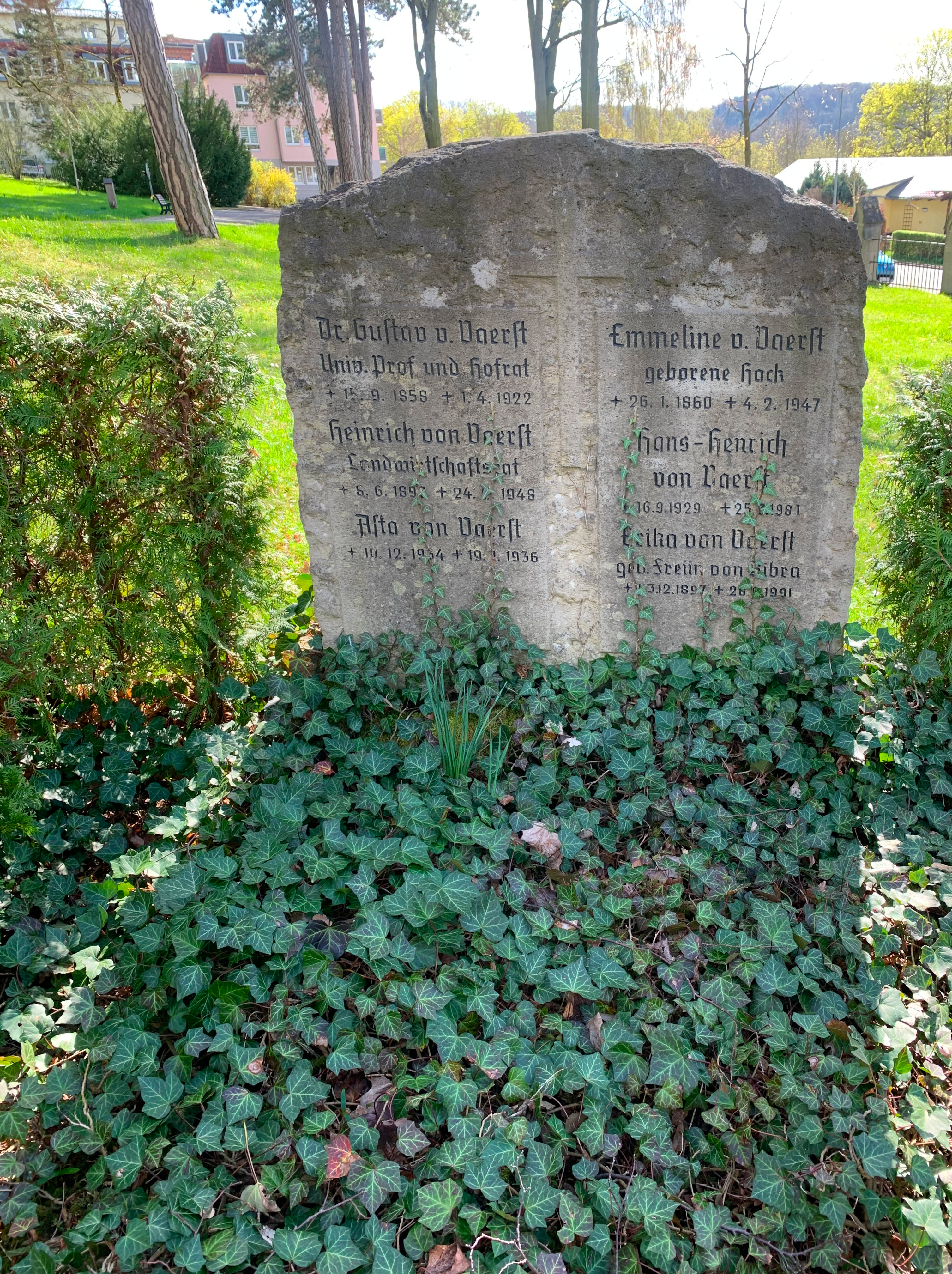
Grag von Gustav von Vaerst auf dem Parkfriedhof Meiningen

Bei Ausbruch des Ersten Weltkrieges meldete sich v. Vaerst zum Heer und war ab Frühjahr 1915 bis zum Schluss des Krieges als Hauptmann und Bataillonskommandant im Feld. Am Ende des Krieges trat ein schweres Leiden ein. Nach einer erfolgten Operation war v. Vaerst noch bis Ostern 1921 als Professor in München tätig und zog dann wieder nach Meiningen, wo sich seine Gesundheit weiter verschlechterte, so dass er bereits ein  Jahr später am 1. April 1922 starb. Er war ein sehr vorbildlicher und anerkannter Hochschullehrer. Seine Vorlesungen waren gut vorbereitet, klar gegliedert, verständlich vorgetragen und deswegen auch zahlreich besucht. Er war Mitglied der Meininger Freimaurerloge Charlotte zu den drei Nelken und gehörte den Corps Teutonia Berlin, Hannoverania Hannover und Saxo-Thuringia München an.
Gustav von Vaerst heiratete 1889 Emmeline geb. Hack, eine Fabrikantentochter aus Meiningen, und hatte mit ihr zwei Söhne, darunter Gustav von Vaerst Offizier und General der Panzertruppe (1894–1975).

## Hauptwerk
- Über Vorkommen, anatomische und histologische Entwickelung sowie physiologische Bedeutung der Herzknochen bei Wiederkäuern. J. B. Hirschfeld, Leipzig 1886, (Dissertation. Universität Erlangen, 1886. Digitalisat; PDF; 2,41 MB; auch in: Deutsche Zeitschrift für Thiermedicin und vergleichende Pathologie. Band 13, Nr. 1, 1888, S. 46–71. (ZDB-ID 503989-7, online auf archive.org))
- Ueber die Ursachen des Kehlkopfpfeifens. In: Deutsche Zeitschrift für Thiermedicin und vergleichende Pathologie. Band 13, Nr. 2/3, 1888, S. 129–139. (online auf archive.org)
- Mehrere kleinere Aufsätze in tierärztlichen, landwirtschaftlichen und jagdkundlichen Zeitschriften.

## Ehrungen und Auszeichnungen
- (Sachsen-Meiningenscher) Hofrat   (ernannt durch Herzog Georg II., 1900)
- Eisernes Kreuz,
- Sachsen-Meiningensches  Ehrenkreuz,
- Preußisches Ehrenkreuz.